# Barry Flatman
Barry Flatman es un actor canadiense. Ha hecho muchos papeles tanto en cine como en televisión, como en Rideau Hall en el que interpretó a un ficticio primer ministro de Canadá. Otros trabajos que ha realizado son en, My Name Is Tanino, The Company, Just Friends, H2O, y The Andromeda Strain. Flatman también apareció en la película Saw III, donde interpretó al Juez Halden.

## Filmografía incompleta
- Los Kennedy (2011)
- The Andromeda Strain (2008)
- The Company (2007)
- Saw III (2006)
- The State Within (2006)
- Tilt (2005)
- Odyssey 5 (2002-2003)
- My Name Is Tanino (2002)
- Rideau Hall (2002)
- Earth: Final Conflict (1998-2000)
- Rick Nelson: Original Teen Idol (1999)
- X-Men (1992-1997)
- My Mother's Ghost (1996)
- The paper boy (1994)
- Ramona (1988-1989)
- The Great Detective (1981)